# Cantone di Saint-Flour-2
Il Cantone di Saint-Flour-2 è una divisione amministrativa dell'arrondissement di Saint-Flour.
È stato costituito a seguito della riforma approvata con decreto del 13 febbraio 2014, che ha avuto attuazione dopo le elezioni dipartimentali del 2015.

## Composizione
Comprende parte della città di Saint-Flour e i 18 comuni di
- Brezons
- Cézens
- Cussac
- Gourdièges
- Lacapelle-Barrès
- Malbo
- Narnhac
- Oradour
- Paulhac
- Paulhenc
- Pierrefort
- Saint-Martin-sous-Vigouroux
- Sainte-Marie
- Sériers
- Tanavelle
- Les Ternes
- Valuéjols
- Villedieu